# Lego DC Comics Super Heroes - La Ligue des justiciers : S'évader de Gotham City
Pour plus de détails, voir Fiche technique et Distribution.
Lego DC Comics Super Heroes - La Ligue des justiciers : S'évader de Gotham City (Lego DC Comics Super Heroes - Justice League: Gotham City Breakout) est un film d'animation américain réalisé par Matt Peters et Melchior Zwyer, sorti directement en vidéo en 2016.
C'est le sixième film basé sur les licences Lego et DC Comics.

## Fiche technique
- Titre original : Lego DC Comics Super Heroes - Justice League: Gotham City Breakout
- Titre français : Lego DC Comics Super Heroes - La Ligue des justiciers : S'évader de Gotham City
- Réalisation : Matt Peters et Melchior Zwyer
- Scénario : James Krieg
- Musique : Tim Kelly
- Sociétés de production : Warner Bros. Animation, The Lego Group et DC Entertainment
- Société de distribution : Warner Home Video (États-Unis), Warner Bros Pictures France (France)
- Pays :  États-Unis /  Danemark
- Format : couleur - Digital HD
- Genre : animation, science-fiction
- Durée : 72 minutes
- Dates de sortie : 
  - États-Unis : 21 juin 2016 (digital), 12 juillet 2016 (vidéo)
  - France : 13 juillet 2016 (vidéo)

## Distribution

### Voix originales
- Troy Baker : Batman
- Eric Bauza : Bane / Commissaire Gordon
- Greg Cipes : Beast Boy
- John DiMaggio : Deathstroke / L'Épouvantail
- Will Friedle : Dick Grayson / Nightwing
- Gray Griffin : Wonder Woman
- Amy Hill : Madame Mantis
- Sarah Hyland : Batgirl
- Vanessa Marshall : Poison Ivy
- Scott Menville : Damian Wayne / Robin
- Nolan North : Superman
- Tom Kenny : Le Pingouin
- Khary Payton : Cyborg
- Jason Spisak : Le Joker / Grungle
- Tara Strong : Harley Quinn
- Hynden Walch : Starfire

### Voix françaises
- Emmanuel Jacomy : Batman
- Adrien Antoine : Superman
- Laurence Charpentier : Madame Mantis
- Mathias Kozlowski : Nightwing
- Jérémie Covillault : Deathstroke
- Véronique Picciotto : Batgirl
- Mathias Kozlowski : Robin
- Patrice Mélennec : Bane
- Dorothée Pousséo : Harley Quinn